# Meiktila
Meiktila (Birmano: မိတ္ထီလာမြို့) è una città della Birmania (Myanmar), situata nella regione di Mandalay.
La cittadina si trova nel centro del paese e sulle rive dell'omonimo lago. 

## Geografia
La città è situata all'inizio della valle di Sittaung al crocevia tra le strade che collegano il lago Inle, Mandalay, Yangon e Bagan. 
A causa della sua posizione strategica a Meiktila si trova una delle principali basi della Myanmar Air Force.

## Storia
Insieme a Mandalay anche Meiktila durante la seconda guerra mondiale nel 1945 è stata teatro di aspri combattimenti tra le truppe giapponesi e quelle alleate al comando di William Slim, le truppe giapponesi vennero sconfitte.
Nel 1971, nel 1994 e nel 2003 la città ha subito danni a causa di incendi. Nel marzo del 2013 è stata teatro di aspri scontri tra la popolazione buddhista e quella musulmana tanto che il 22 marzo fu dichiarato lo stato di emergenza.

## Monumenti e luoghi di interesse
A Meiktila si trovano 44 pagode, le principali si trovano sulle rive del lago.
- Phaung Daw U Paya situata sul lago su una struttura la cui forma è tratta da quella del kalaviṅka.
- Pagoda Shwe Myin Tin

## Cultura

### Università
A Meiktila hanno sede diverse università:
- Meiktila University
- Meiktila University of Economics
- Myanmar Aerospace Engineering University
- TU Meiktila